# Claude Dauphin (acteur)
Pour les articles homonymes, voir Claude Dauphin et Dauphin (homonymie).
Claude Dauphin, de son vrai nom Claude Marie Eugène Legrand, né le 19 août 1903 à Corbeil et mort le 16 novembre 1978 à Paris, est un acteur français.
Fils du poète Franc-Nohain  et de l'illustratrice Marie-Madeleine Dauphin, il est le frère de l'homme de radio et de télévision Jean Nohain et le père du comédien Jean-Claude Dauphin.

## Biographie
Claude Dauphin débute au théâtre comme décorateur, puis fait ses premiers pas sur scène dirigé par Firmin Gémier en 1930. Il devient ensuite un des interprètes favoris d'Henri Bernstein.
À partir de fin 1930, il participe sur la station Radio Tour Eiffel aux émissions récréatives de son frère Jean Nohain qui forme le duo Jaboune (Jean Nohain) et Babylas (Claude Dauphin). De 1931 à 1932, les dialogues de Jaboune et Babylas font l'objet de 5 disques Pathé 78 tours.
Avant guerre, il joue dans les classiques Faisons un rêve de Sacha Guitry et Entrée des artistes de Marc Allégret.
En 1940, il est mobilisé et sert comme aspirant dans un régiment de chars, équipé de S 35 Somua, qui participe à quelques contacts avec l'ennemi. En 1942, à la fin du tournage du film La Belle Aventure, il quitte la zone occupée et rejoint Cannes, en zone libre. Il monte une compagnie de théâtre, où se côtoient notamment Danièle Delorme, Gérard Philipe, Marguerite Moreno et Madeleine Robinson. Résistant pendant la Seconde Guerre mondiale, sous le nom de Capitaine Legrand, et membre du réseau « Carte » d'André Girard, il rejoint Londres, à l'automne 1942, à bord d'un sous-marin britannique. Il rejoint les Forces françaises combattantes et est nommé officier de liaison entre les généraux Philippe Leclerc de Hauteclocque et George Patton. Il fait partie des premiers soldats à entrer dans Paris libéré avec les chars de la 2e DB.

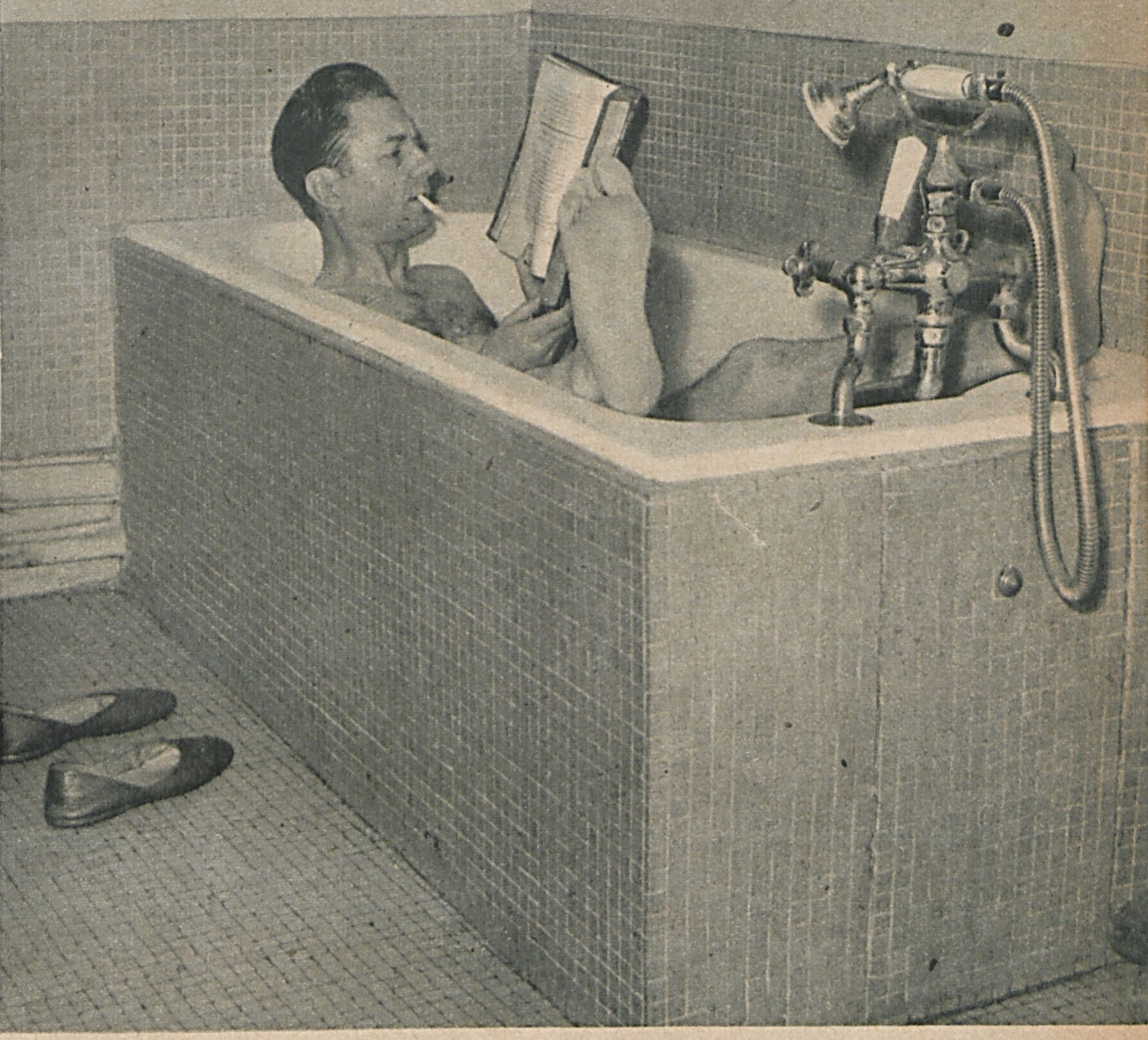
Claude Dauphin travaillant dans sa baignoire, Ambiance, février 1948.

Après guerre, étant bilingue, il mène une double carrière en France et aux États-Unis. Il va ainsi tourner pour Joseph L. Mankiewicz, Peter Ustinov, John Frankenheimer, Otto Preminger, Roman Polanski ou Stanley Donen.
Un de ses rôles les plus célèbres est le maquereau de Casque d'Or de Jacques Becker aux côtés de Simone Signoret. Il joue également la même année dans le classique Le Plaisir de Max Ophüls.
Il a écrit Les Derniers Trombones, comprendre les derniers grands acteurs où il relate des anecdotes croustillantes sur le tournage de La Plus Belle Soirée de ma vie (1972) d'Ettore Scola où il joue aux côtés de Michel Simon, Pierre Brasseur et Charles Vanel.
Il a tourné dans plus de cent films. Il a également prêté sa voix à Fred Astaire dans La Tour infernale ou encore à John Marley, alias Jack Woltz, dans Le Parrain.
Marié trois fois :
- En 1937, avec l’actrice Rosine Deréan qui vécut avec leur fils André Legrand-Dauphin de 1939 à 1963 à l’abbaye de la Bourdillière à Genillé (propriétaires successifs Franc-Nohain puis son fils Claude Dauphin) ;
- Maria Mauban (1953-1955) avec qui il aura un fils, l'acteur Jean-Claude Dauphin ;
- Norma Eberhardt (m. 1955–1978).

Il a eu aussi une fille, Antonia, née en 1958 aux États-Unis, de sa relation avec l’actrice américaine Ruda Michelle.
Claude Dauphin meurt à l'hôpital Laennec, dans le 7e arrondissement de Paris, d'une occlusion intestinale à l'âge de 75 ans. Il est inhumé au cimetière du Père-Lachaise, division 89.

## Filmographie

### Cinéma

#### Années 1930
- 1931 : Tout s'arrange de Henri Diamant-Berger : Émile
- 1931 : La Fortune de Jean Hémard : Joannis
- 1932 : Une jeune fille et un million de Fred Ellis et Max Neufeld : Bobby
- 1932 : Aux urnes, citoyens ! de Jean Hémard : le journaliste politique René Faradin
- 1933 : Paris-Soleil de Jean Hémard : Fernand
- 1933 : Pas besoin d'argent de Jean-Paul Paulin : Paul, le secrétaire général de la banque
- 1933 : Boubouroche de André Hugon, court métrage : André
- 1933 : Un homme heureux de Antonin Bideau : Claude
- 1933 : D'amour et d'eau fraiche de Félix Gandéra : André, le jeune homme renversé
- 1933 : L'Abbé Constantin de Jean-Paul Paulin : Paul de Laverdens
- 1935 : Dédé de René Guissart : André 'Dédé' de la Huchette
- 1935 : Retour au paradis (ou Vacances) de Serge de Poligny : Robert Ginet
- 1936 : La Route heureuse de Georges Lacombe : Paul
- 1936 : Faisons un rêve de Sacha Guitry
- 1937 : La fessée de Pierre Caron sur un scénario de son frère Jean Nohain : Robert Grézillons, le voisin indélicat
- 1938 : Entrée des artistes de Marc Allégret : François Polti
- 1939 : Le monde tremblera de Richard Pottier : Jean Durand

#### Années 1940
- 1940 : Cavalcade d'amour de Raymond Bernard : Léandre, Hubert & Georges
- 1940 : Battement de cœur de Henri Decoin : Pierre de Rougemont, diplomate
- 1941 : Le Roman de Renard de Ladislas et Irène Starewitch : le singe narrateur (voix)
- 1942 : Promesse à l'inconnue de André Berthomieu : Jean Cartier
- 1942 : Les Hommes sans peur de Yvan Noé
- 1942 : La Belle Aventure de Marc Allégret : Valentin Le Barroyer
- 1943 : Une femme dans la nuit de Edmond T. Gréville : François Rousseau
- 1944 : Salut à la France de Jean Renoir : Jacques Bonhomme, le soldat français
- 1945 : Félicie Nanteuil de Marc Allégret : Aimé Cavalier
- 1945 : Cyrano de Bergerac de Fernand Rivers : Cyrano de Bergerac
- 1946 : Tombé du ciel de Emil-Edwin Reinert : Maurice, le chanteur de l'orchestre
- 1947 : Rendez-vous à Paris de Gilles Grangier : Michel Trévines
- 1947 : L'Éventail de Emil-Edwin Reinert : Jacques Brévannes, un compositeur
- 1948 : Route sans issue de Jean Stelli : Jacques Audoin
- 1948 : Croisière pour l'inconnu de Pierre Montazel : Clément Fournil
- 1948 : Parade du rire de Roger Verdier : M. de la Bergère
- 1949 : Jean de la Lune de Marcel Achard : Jeff
- 1949 : Le Bal des pompiers de André Berthomieu : Camille, Olivier et Henri Grégeois
- 1949 : Ainsi finit la nuit de Emil-Edwin Reinert : André Fuger, un pianiste

#### Années 1950
- 1950 : La Petite Chocalatière de André Berthomieu : Paul Normand
- 1951 : Casque d'Or de Jacques Becker : Félix Leca, le chef de bande
- 1951 : Le Plaisir (Le Masque) de Max Ophüls : le docteur
- 1952 : Le Duel à travers les âges (Court-métrage) de Pierre Foucaud : commentaires
- 1952 : Avril à Paris (April in Paris) de David Butler  : Philippe Fouquet
- 1953 : Week-end à Paris (Innocents in Paris) de Gordon Parry : Max de Lonne
- 1953 : Les Trois Mousquetaires de André Hunebelle : le narrateur Alexandre Dumas
- 1954 : Le Fantôme de la rue Morgue (Phantom of the rue Morgue) de Roy Del Ruth : Inspecteur Bonnard
- 1955 : Les Mauvaises Rencontres de Alexandre Astruc : le docteur Jacques Daniéli
- 1958 : Un Américain bien tranquille (The Quiet American), de Joseph L. Mankiewicz : l'inspecteur Vigot
- 1958 : Mon coquin de père de Georges Lacombe : Jean Servin
- 1959 : Pourquoi viens-tu si tard ? de Henri Decoin : René Dargillière, un chroniqueur TV

#### Années 1960
- 1960 : Traitement de choc (The Full Treatment) de Val Guest : David Prade
- 1962 : Le Diable et les Dix Commandements (4e épisode, Tu ne convoiteras point) de Julien Duvivier : Georges Beaufort
- 1963 : Symphonie pour un massacre de Jacques Deray : Maurice Valoti
- 1964 : La Bonne Soupe de Robert Thomas : M. Oscar
- 1965 : Lady L. de Peter Ustinov : l'inspecteur Mercier
- 1965 : Paris brûle-t-il ? de René Clément : le colonel Lebel
- 1966 : Grand Prix de John Frankenheimer : Hugo Simon
- 1967 : Voyage à deux (Two for the Road) de Stanley Donen : Maurice Dalbret
- 1967 : Le Tigre sort sans sa mère (Da Berlino l'apocalisse) de Mario Maffei : Lasalle
- 1967 : Lamiel de Jean Aurel : le marquis d'Orpiez
- 1968 : Barbarella de Roger Vadim: le président de la Terre
- 1969 : La Folle de Chaillot (The Madwoman of Chaillot) de Bryan Forbes : le docteur Jadin

#### Années 1970
- 1972 : Églantine de Jean-Claude Brialy : Clément
- 1972 : La Plus Belle Soirée de ma vie de Ettore Scola : le greffier Buisson
- 1974 : L'important c'est d'aimer de Andrzej Żuławski : Mazelli
- 1975 : Rosebud de Otto Preminger : Charles-André Fargeau
- 1975 : La Course à l'échalote de Claude Zidi : M. Bertrand de Rovère
- 1976 : Le Locataire de Roman Polanski : le mari de l'accident
- 1976 : Mado de Claude Sautet : Vaudable
- 1977 : L'Anachorète (El anacoreta) de Juan Estelrich : Boswell
- 1977 : Le Point de mire de Jean-Claude Tramont : Maître Leroy
- 1977 : La Vie devant soi de Moshé Mizrahi : Dr. Katz
- 1978 : Le Pion de Christian Gion : Albert Carraud, l'écrivain

### Télévision
- 1960 : Rue de la Gaîté : lui-même
- 1967 : Malican père et fils : série télévisée : Albert Malican
- 1967: l'empereur Hadrien dans "la naissance de l'empire romain" de Pierre Kast (série "Présence du passé")
- 1974 : Au théâtre ce soir : Candida de George Bernard Shaw, mise en scène Jean Desailly, réalisation Jean Royer, théâtre Marigny
- 1975 : Au théâtre ce soir : On croit rêver de Jacques François, mise en scène de l'auteur, réalisation Pierre Sabbagh, théâtre Édouard-VII
- 1977 : Il est Voltaire dans Ce diable d'homme de Marcel Camus
- 1978 : Les Misérables (Les Miserables) de Glenn Jordan
- 1978 : Messieurs les ronds-de-cuir m.e.s. de Daniel Ceccaldi

## Théâtre

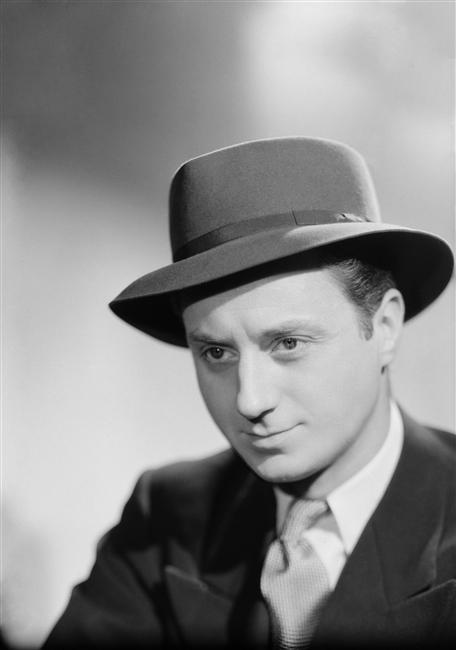
Claude Dauphin en 1939 (photo studio Harcourt)

- 1934 : Une femme libre d'Armand Salacrou, mise en scène Paulette Pax, théâtre de l'Œuvre
- 1934 : Espoir d'Henri Bernstein, théâtre du Gymnase, avec Victor Francen, Gabrielle Dorziat et Renée Devillers
- 1936 : Le Cœur d'Henri Bernstein, théâtre du Gymnase
- 1937 : Le Voyage d'Henry Bataille, mise en scène Henri Bernstein, théâtre du Gymnase
- 1944 : Une grande fille toute simple d'André Roussin, mise en scène Louis Ducreux, théâtre des Ambassadeurs
- 1946 : No exit de Jean-Paul Sartre, adaptation Paul Bowles, New York
- 1946 : Le Bal des pompiers de Jean Nohain, mise en scène Pierre-Louis, théâtre des Célestins
- 1947 : L'amour vient en jouant de Jean Bernard-Luc, mise en scène Pierre-Louis, théâtre Édouard-VII
- 1947 : Homard à l'américaine de Robert Vattier et Albert Rieux, théâtre de l'Œuvre
- 1949 : La Soif d'Henry Bernstein, théâtre des Ambassadeurs
- 1951 : Le Rayon des jouets de Jacques Deval, mise en scène de l'auteur, théâtre de la Madeleine
- 1951 : Mister Roberts de Thomas Heggen (en) et Joshua Logan, mise en scène de Claude Dauphin, théâtre des Variétés
- 1953 : Le Rayon des jouets de Jacques Deval, mise en scène de l'auteur, théâtre des Célestins
- 1954 : Souviens-toi mon amour d'André Birabeau, mise en scène Pierre Dux, théâtre Édouard-VII
- 1959 : Ange le Bienheureux de Jean-Pierre Aumont, mise en scène Jacques Charon, théâtre des Célestins
- 1959 : La Folie de et mise en scène Louis Ducreux, théâtre de la Madeleine
- 1962 : Hedda Gabler d'Henrik Ibsen, mise en scène Raymond Rouleau, théâtre Montparnasse
- 1962 : Adorable Julia de Marc-Gilbert Sauvajon et Guy Bolton d'après William Somerset Maugham, théâtre Sarah Bernhardt
- 1964 : Mon Faust de Paul Valéry, mise en scène Pierre Franck, théâtre des Célestins
- 1965 : Les Séquestrés d'Altona de Jean-Paul Sartre, mise en scène François Périer, théâtre de l'Athénée
- 1966 : Mort d'un commis voyageur d'Arthur Miller, mise en scène Gabriel Garran, (théâtre de la Commue d'Aubervilliers)
- 1966 : La Bouteille à l'encre d'Albert Husson, mise en scène Jean-Pierre Grenier, théâtre Saint-Georges
- 1968 : L'Amante anglaise de Marguerite Duras, mise en scène Claude Régy, TNP théâtre de Chaillot
- 1969 : Le Prix d'Arthur Miller, mise en scène Raymond Rouleau, théâtre Montparnasse
- 1970 : Le Marchand de Venise de William Shakespeare, mise en scène Marcelle Tassencourt, théâtre Édouard-VII
- 1971 : Vétir ceux qui sont nus de Luigi Pirandello, mise en scène René Dupuy, théâtre de l'Athénée-Louis-Jouvet
- 1974 : Dreyfus de Jean-Claude Grumberg, mise en scène Jacques Rosner, théâtre national de l'Odéon, théâtre de Paris
- 1974 : La Création du monde et autres bisness d'Arthur Miller, mise en scène Jean Mercure, théâtre de la Ville
- 1975 : L'Arrestation de Jean Anouilh, mise en scène Jean Anouilh et Roland Piétri, théâtre de l'Athénée
- 1976 : Le Séquoïa de George Furth, mise en scène Jacques Mauclair, théâtre de l'Athénée
- 1976 : L'Amante anglaise de Marguerite Duras, mise en scène Claude Régy, théâtre d'Orsay
- 1977 : Le Météore de Friedrich Dürrenmatt, mise en scène Gabriel Garran, théâtre de la Commune
- 1978 : Le Pavillon Balthazar de Reine Bartève, mise en scène Gabriel Garran, Petit Odéon
- 1978 : L'Avocat du diable de Dore Schary, mise en scène Marcelle Tassencourt, théâtre Montansier

Claude Dauphin est le récitant d'une version de Pierre et le Loup de Sergueï Prokofiev sous la direction de Fritz Lehmann enregistrée par Deutsche Grammophon (LPE 17118) dont la date d'enregistrement est inconnue.
Il est également récitant du texte de Francis Blanche introduisant chaque mouvement dans un enregistrement du Carnaval des animaux (Camille Saint-Saëns) incluant ce texte.
Il a par ailleurs enregistré la chanson de Mireille et Jean Nohain Depuis que je suis à Paris.
Il a aussi incarné Voltaire, lors du deux centième anniversaire de sa mort en 1978, peu de temps avant sa propre mort.